# 鳥洞國家公園

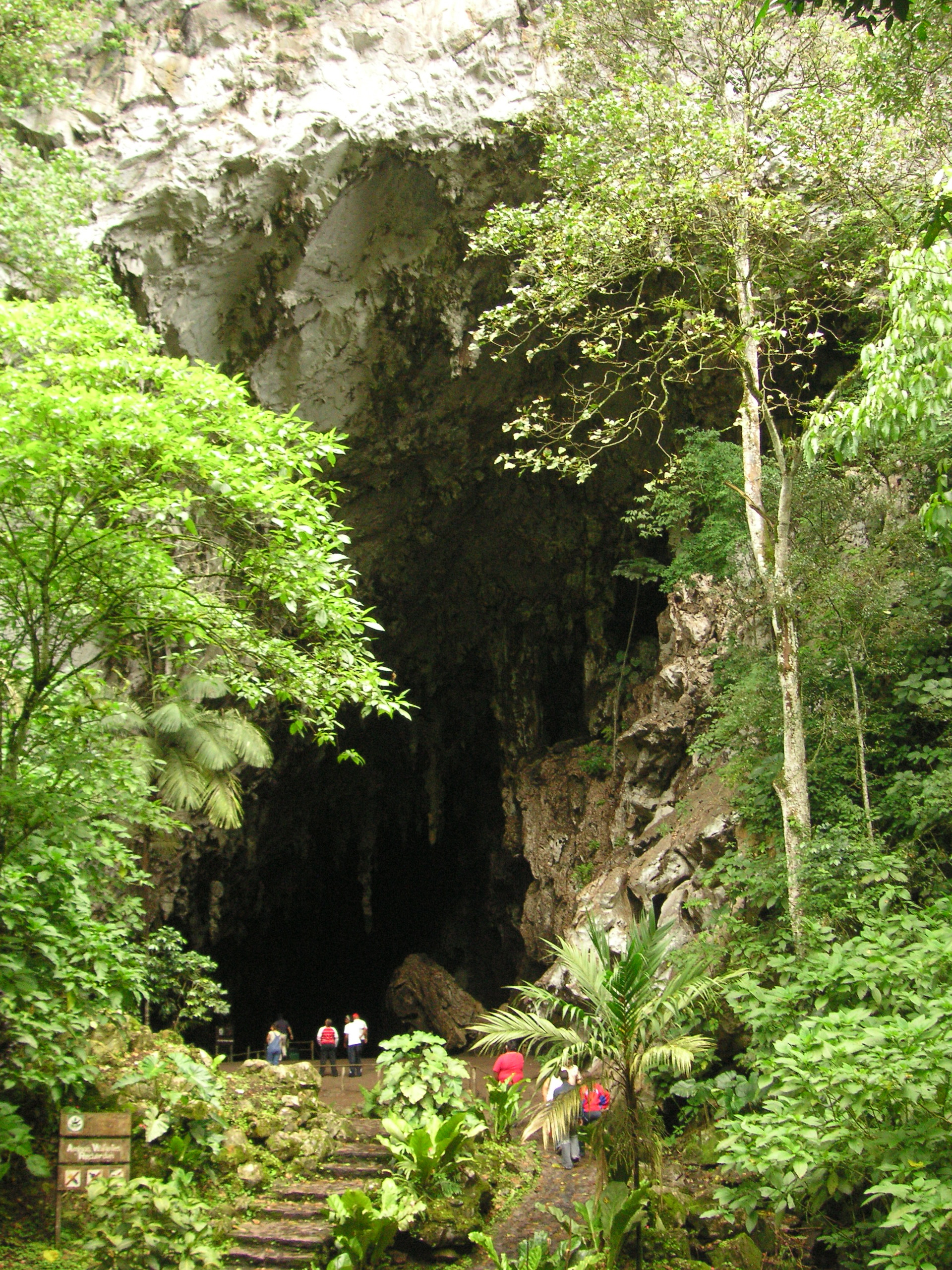

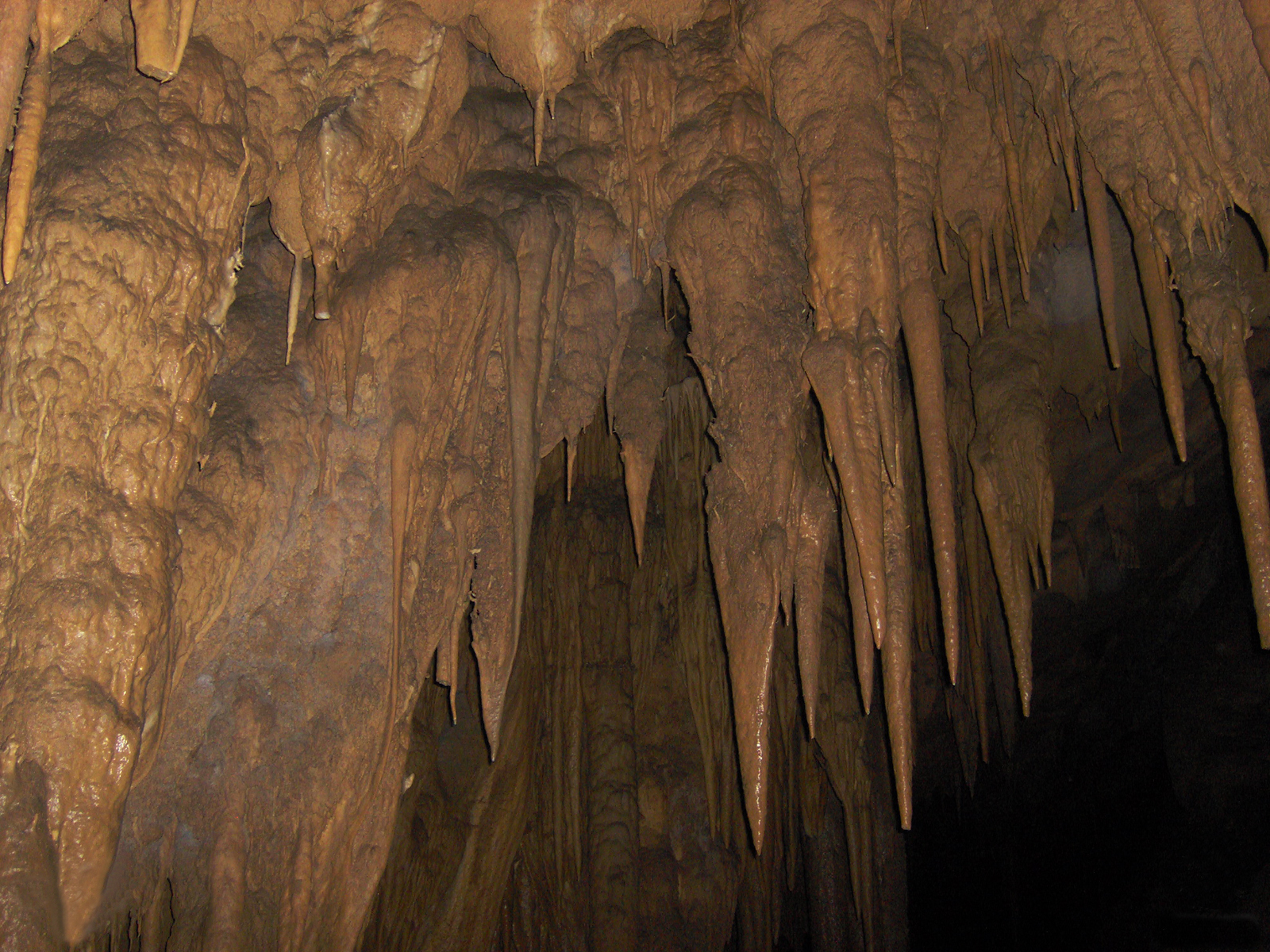

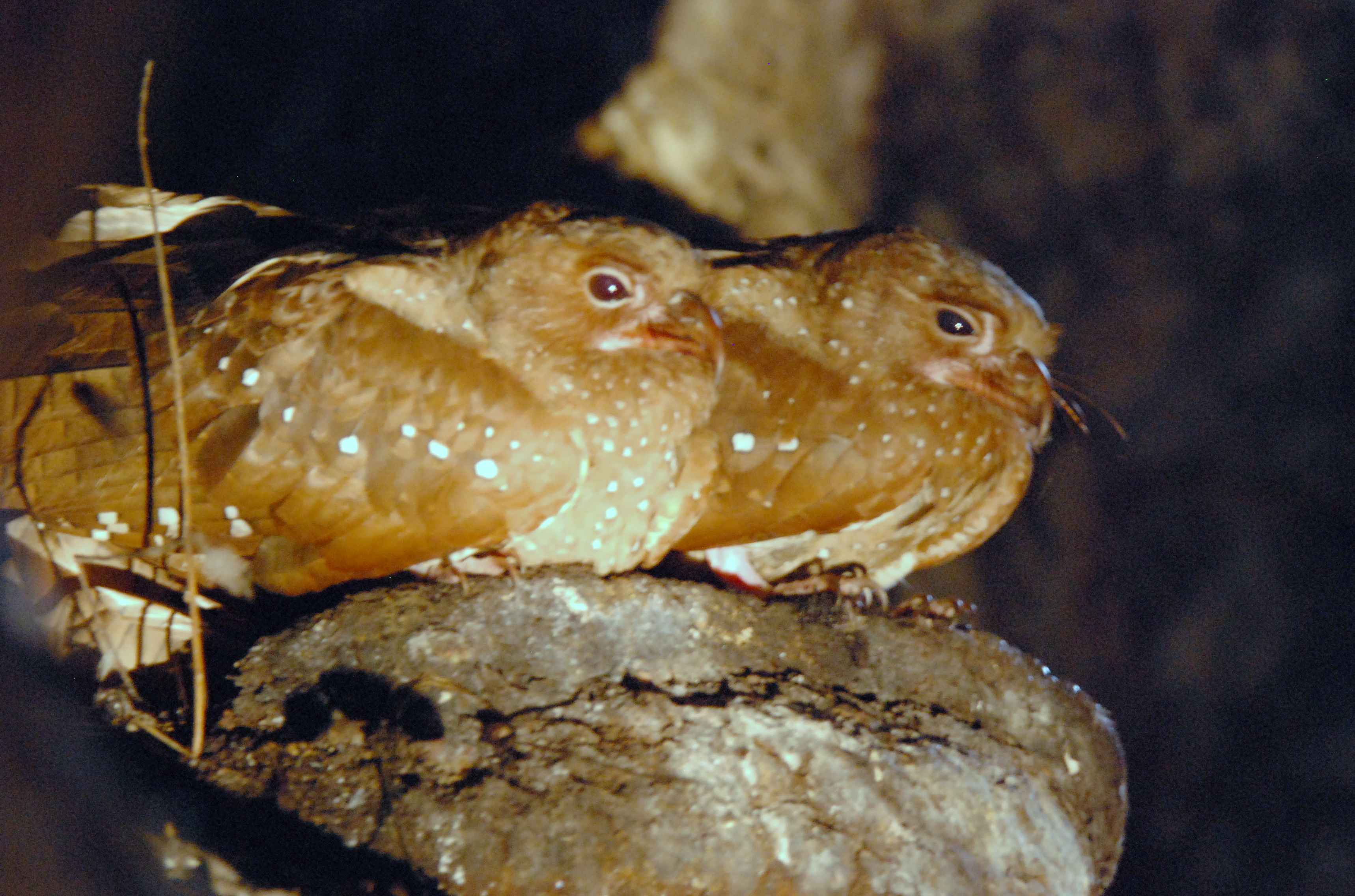

鳥洞國家公園（西班牙語：Parque Nacional Cueva del Guácharo）是委內瑞拉的國家公園，位於該國東北部，由莫納加斯州負責管轄，面積627平方公里，始建於1975年5月27日，該地區有367種鳥類棲息。

## 外部連結
- Guácharo Cave spelunking site （页面存档备份，存于）
- Caripe.net - Spanish site about Caripe （页面存档备份，存于）